# Cadiz, Kentucky
Cadiz är en ort i Trigg County i delstaten Kentucky, USA. År 2000 hade orten 2 373 invånare. Den har enligt United States Census Bureau en area på 9,0 km², allt är land. Cadiz är administrativ huvudort (county seat) i Trigg County.